# Pedro Santos
Pedro Santos (ur. 14 maja 1955) – portorykański judoka. Olimpijczyk z Montrealu 1976, gdzie zajął dziewiętnaste miejsce w wadze średniej.
Uczestnik turniejów międzynarodowych.

## Letnie Igrzyska Olimpijskie 1976
| Konkurencja | Eliminacje              | Klas. końcowa |
| Konkurencja | Przeciwnik I            | Miejsce       |
| ----------- | ----------------------- | ------------- |
| 80 kg       | Süheyl Yeşilnur (TUR) P | 19.           |